# Hendrik Bos (organist)
Hendrik Franciscus Bos (Harmelen, 20 september 1868 – Utrecht, 22 april 1937) was een organist.
Hij was zoon van koetsier Thijmen Bos en Aaltje Gerritsen. Hij was getrouwd met Elisabeth Henriette Top, het echtpaar bleef kinderloos. Hij leed gedurende langere tijd aan een oogziekte. Hij overleed in het Algemeen Ziekenhuis te Utrecht, alwaar een operatie gepland was. Het echtpaar ligt begraven op de Nieuwe Begraafplaats te Zeist.
Hij kreeg al vanaf jonge leeftijd muzieklessen, maar die bleken onvoldoende. Zijn echte opleiding begon pas bij Willem Petri (orgelspel en muziektheorie) te Utrecht. In 1891 haalde hij zijn diploma aan de voorloper van het Utrechts Conservatorium. In 1894 gevolgd door een diploma voor orgelspel 1e graad en voor muziekonderwijs. Hij was echter al in 1889 aangenomen als organist van de Jacobikerk te Utrecht, gevolgd in 1892 door eenzelfde baan in de Nicolaïkerk aldaar. Ondertussen had hij ook in de Buurkerk het orgel bespeeld. In 1919 volgde hij na bemiddeling door Petri Johan Wagenaar op als organist (geen beiaardier) van de Dom van Utrecht, een functie die hij tot zijn dood in  1937 zou bekleden. Hij werd toen opgevolgd door Stoffel van Viegen. Hij adviseerde bij plaatsing van nieuwe orgels en reparaties aan bestaande, keurde orgels en speelde ze ook in.
In 1908 ondernam hij met zangeres Lucie Heijkamp-Coenen een concertreis door Nederland.
Leerlingen van hem zijn onder anderen Mees van Huis, Pieter van der Hoeven en Simon C. Jansen. Oud-leerlingen van hem schreven een In memoriam in het Utrechts Nieuwsblad van 24 april 1937 en zamelden geld in voor een gedenkteken.